# Anolis cuscoensis
Anolis cuscoensis — вид ігуаноподібних ящірок родини анолісових (Dactyloidae). Ендемік Перу.

## Поширення і екологія
Anolis cuscoensis відомі з кількох місцевостей, розташованих в перуанському регіоні Куско. Вони живуть в гірських хмарних лісах на східних схилах Анд, на висоті від 600 до 1700 м над рівнем моря. Зустрічаються серед папоротей і листя, на висоті від 1 до 5 м над рівнем моря.